# Vi er spioner
Vi er spioner (eng: Spies Like US) er en amerikansk komediefilm fra 1985 instrueret af John Landis og skrevet af Dan Aykroyd, der også selv spiller en af hovedrollerne sammen med Chevy Chase.

## Medvirkende
- Chevy Chase – Emmett Fitz-Hume
- Dan Aykroyd – Austin Millbarge
- Steve Forrest – General Sline
- Donna Dixon – Karen Boyer
- Bruce Davison – Ruby
- Bernie Casey – oberst Rhombus
- William Prince – Keyes
- Tom Hatten – General Miegs
- Frank Oz – Test Monitor
- Charles McKeown – Jerry Hadley
- Terry Gilliam – Dr. Imhaus
- Ray Harryhausen – Dr. Marston
- Derek Meddings – Dr. Stinson
- Matt Frewer – Soldat 2
- Bob Hope – sig selv
- Joel Coen – Drive-In Security
- Sam Raimi – Drive-In Security
- Michael Apted – Ace Tomato Agent
- B.B. King – Ace Tomato Agent
- Larry Cohen – Ace Tomato Agent
- Vanessa Angel – russisk raketholdsmedlem
- Edwin Newman – sig selv